# Власина-Стойковичева
Власина-Стойковичева (серб. Власина Стојковићева) — населённый пункт в общине Сурдулица Пчиньского округа Сербии.

## Население
Согласно переписи населения 2002 года, в селе проживало 252 человека (251 серб и 1 лицо неизвестной национальности).
| Численность населения | Численность населения | Численность населения | Численность населения | Численность населения | Численность населения | Численность населения | Численность населения |
| 1948                  | 1953                  | 1961                  | 1971                  | 1981                  | 1991                  | 2002                  | 2011                  |
| --------------------- | --------------------- | --------------------- | --------------------- | --------------------- | --------------------- | --------------------- | --------------------- |
| 1359                  | 1279                  | 1084                  | 764                   | 489                   | 287                   | 252                   | 164                   |